# Stazione di Sarzana
La stazione di Sarzana è la stazione ferroviaria dell'omonima città, situata sulla ferrovia Genova-Pisa ed in passato località di diramazione con la linea proveniente da Santo Stefano di Magra della ferrovia Pontremolese.

## Storia

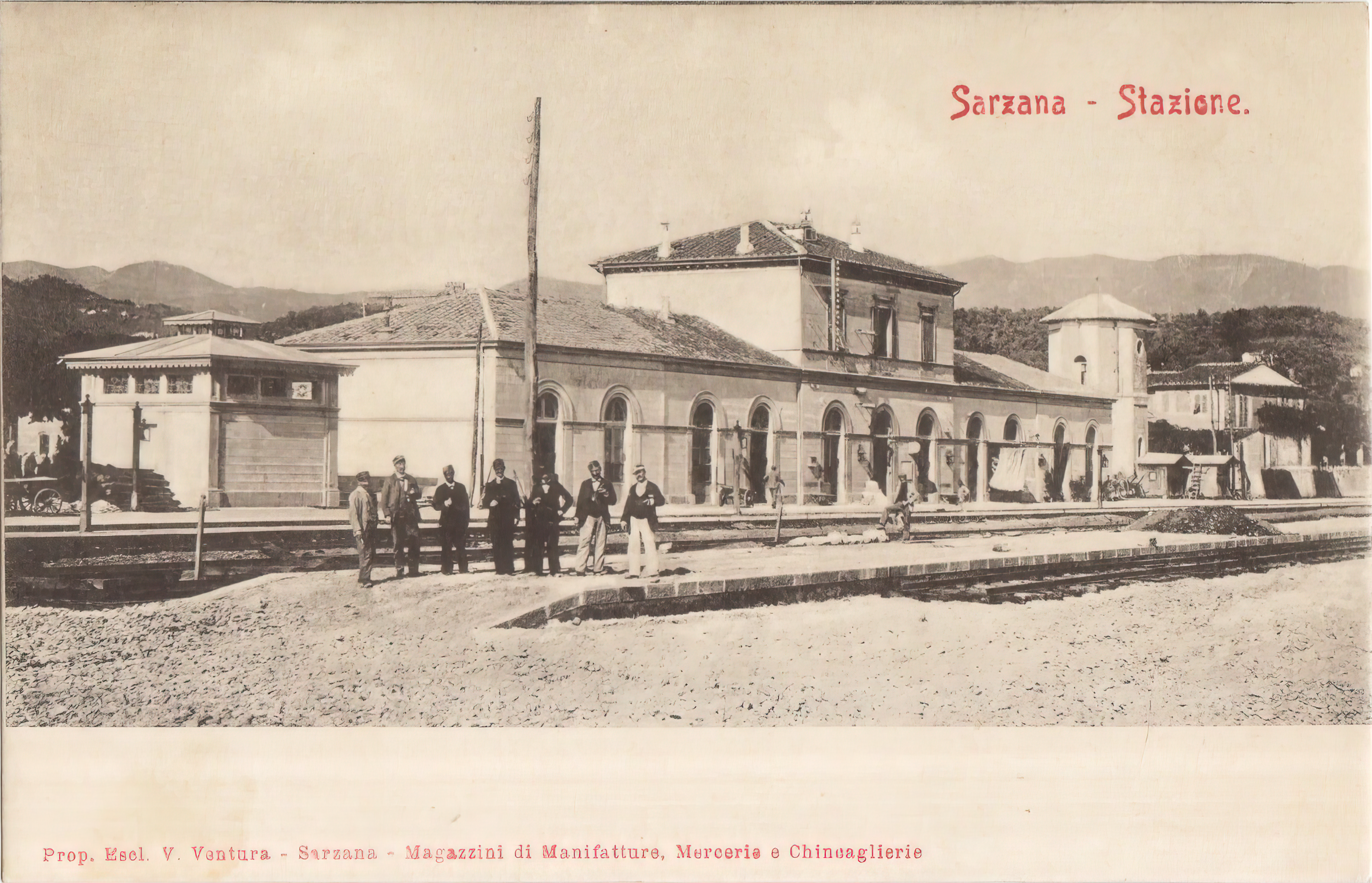
Cartolina della stazione del 1863, durante la costruzione

La stazione venne inaugurata contestualmente al tratto di ferrovia Genova-Pisa fino a Massa, aperto il 15 maggio 1863, poi prolungato fino alla Spezia il 4 agosto 1864, dalle Strade Ferrate dell'Alta Italia, che percorreva un tracciato significativamente diverso da quello attivato in seguito ed ancora in servizio.
È storicamente nota per essere stata teatro degli eventi legati ai fatti di Sarzana del luglio 1921.
All'inizio degli anni dieci venne realizzata una rettifica di tracciato consistente nella costruzione di un nuovo ponte ferroviario sul fiume Magra 13 luci di 15 m ciascuna, più a nord rispetto a quello preesistente, detto di san Genesio. Il primo tratto della sezione abbandonata è stato in seguito utilizzato quale asta di manovra e ricovero del materiale rotabile, il lungo terrapieno ferroviario è riconoscibile fino all'area dello svincolo dell'autostrada A12.
Un'altra infrastruttura ferroviaria chiusa al traffico consisteva nella breve linea aperta il 9 agosto 1897 che da Santo Stefano Magra, con una fermata a servizio della località di Ponzano Magra, raggiungeva Sarzana realizzando un itinerario diretto della ferrovia Pontremolese per i treni diretti verso sud. Su tale linea era svolto un servizio locale a spola tra Santo Stefano Magra e Sarzana, e la stessa era percorsa dalle relazioni a lunga percorrenza (Espresso Freccia della Versilia Bergamo-Pisa Centrale, Espresso Maremma Milano Centrale-Civitavecchia, espressi ed InterCity Milano Centrale-Livorno Centrale, interregionale Borgo Val di Taro-Pisa Centrale), nonché da diversi merci. Tale linea cessò l'esercizio per i treni passeggeri il 27 luglio 1999 sostituita dall'itinerario di collegamento a doppio binario fra l'allora nuovo fascio merci di Santo Stefano Magra e la fermata di Arcola. Il residuo traffico merci cessò di circolare il 31 luglio 2003.

## Strutture e impianti

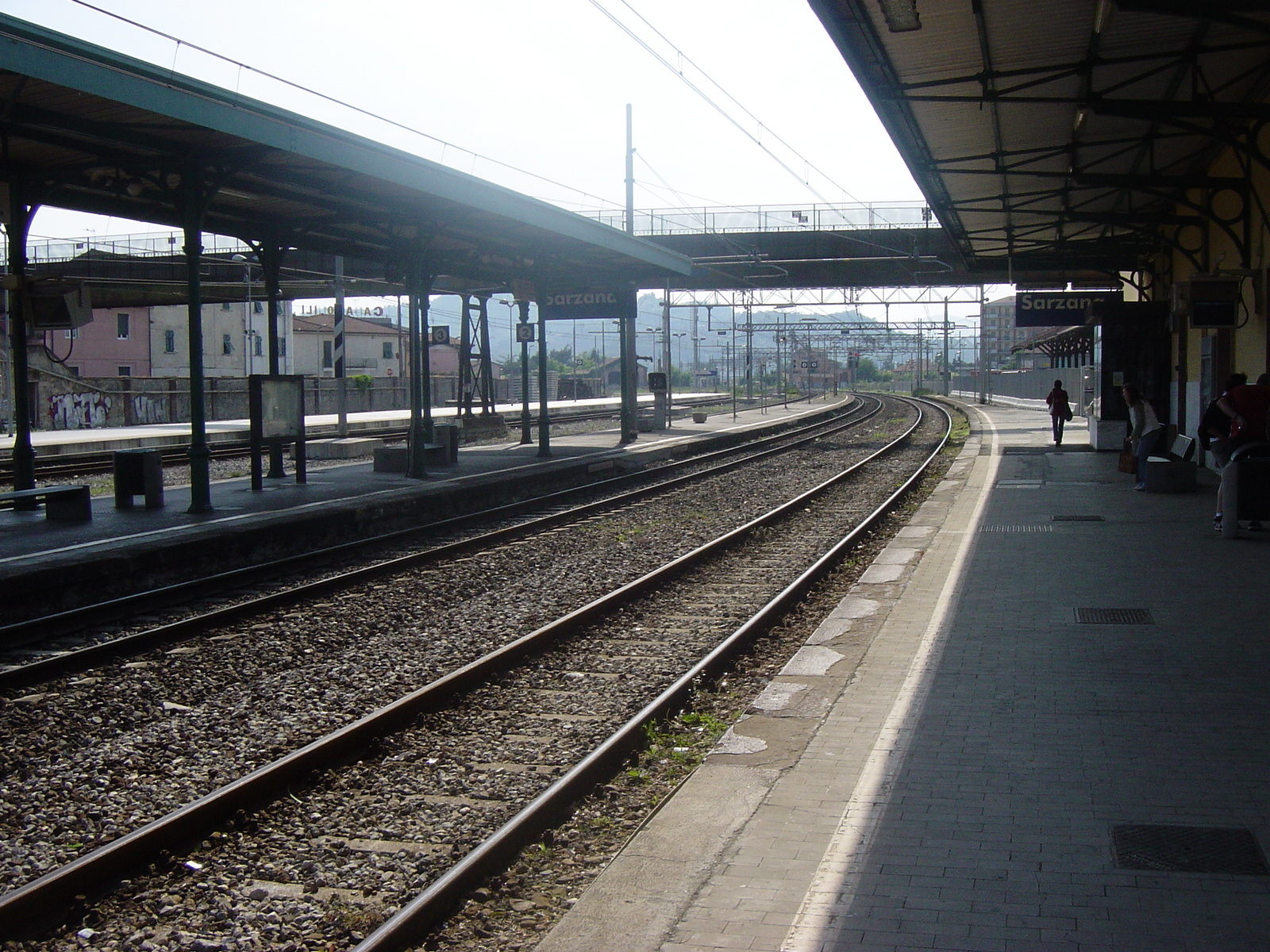
Panoramica dei primi due binari

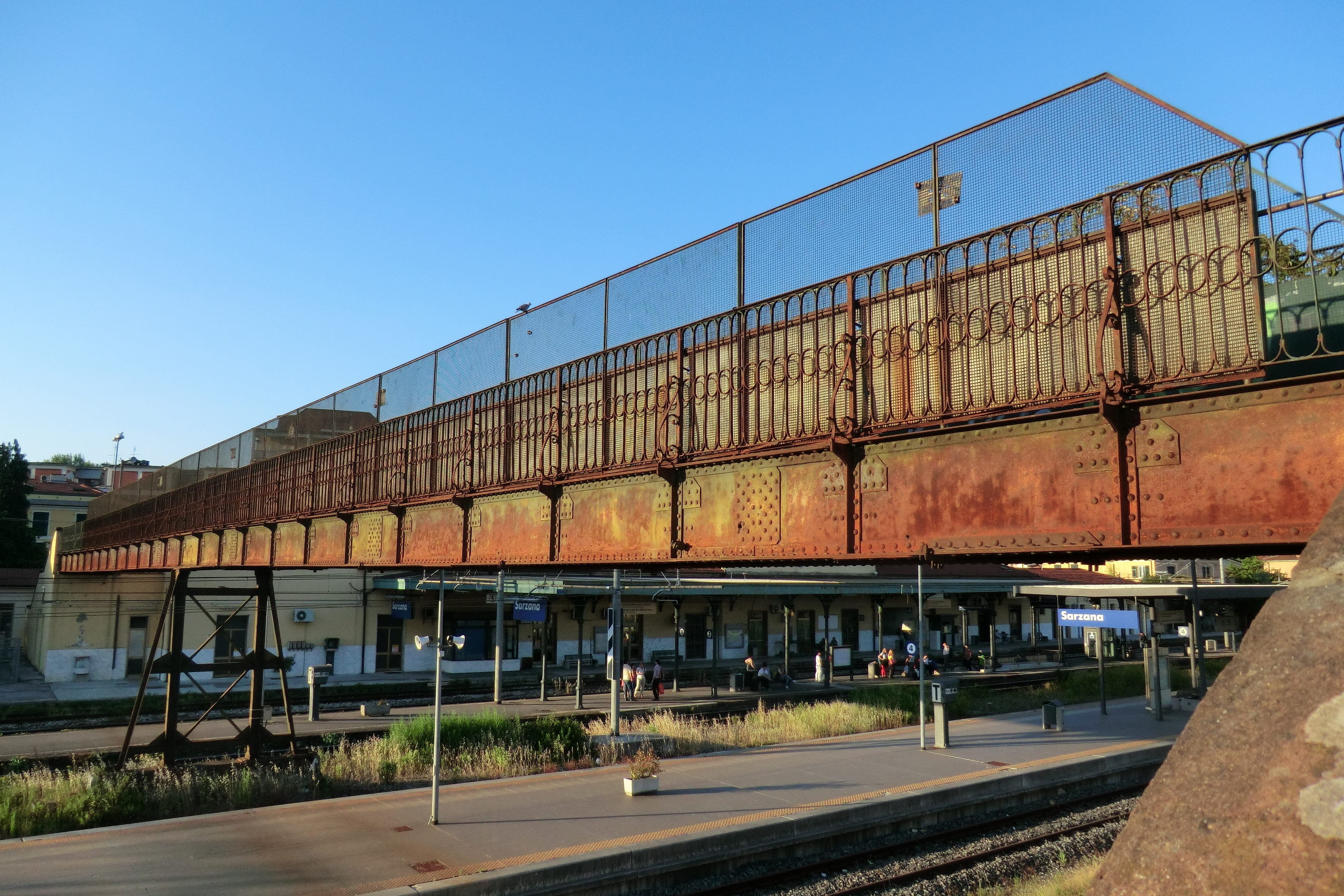
La passerella di stazione, dal 2018 non più presente

Dopo gli ammodernamenti del piano del ferro subiti nei primi anni duemila, la stazione di Sarzana presenta 5 binari di circolazione dotati di banchine coperte per servizio viaggiatori. In sostituzione della passerella metallica di sovrappasso, rimossa nel 2018 perché pericolante, è stato inoltre realizzato un sottopassaggio passante che consente di accedere direttamente in via Marina, sulla quale sono stati ricavati alcuni posteggi a sosta breve.
Nell'area ovest dell'impianto, appena prima della diramazione con i tracciati verso Romito (dismesso) e Ponzano Magra (senza traffico), nell'area ferroviaria contornata da via Emiliana trova posto una rimessa locomotive e un ampio fascio di ricovero, anch'essi inutilizzati.
La stazione possedeva anche un'area merci, inutilizzata, con annesso magazzino ed un binario tronco per il collegamento tra lo scalo e il resto del fascio binari. Sul piano caricatore è ancora presente anche la gru addetta al carico e scarico delle merci.

## Movimento
La stazione è servita dalle relazioni regionali Trenitalia svolte nell'ambito dei contratti di servizio stipulati con la Regione Liguria e con la Regione Toscana, questi ultimi denominati anche "Memorario". In particolare, effettuano capolinea a Sarzana i collegamenti Regionali Veloci a cadenza oraria con La Spezia dove si può cambiare per i regionali a servizio delle Cinque Terre.
A Sarzana fermano inoltre alcuni collegamenti InterCity, nonché il Frecciabianca Torino-Roma e il Frecciargento Genova-Roma.

## Servizi
La stazione, cui RFI attribuisce la categoria silver, dispone di:
- Biglietteria a sportello
- Biglietteria automatica
- Sala d'attesa
- Servizi igienici
- Posto di Polizia ferroviaria
- Bar

## Interscambi
La stazione offre i seguenti interscambi:
- Stazione taxi
- Fermata autobus